# فرودگاه آبی محله هوایی پونتیاک
فرودگاه آبی محله هوایی پونتیاک (به انگلیسی: Pontiac Airpark Water Aerodrome) یک فرودگاه خصوصی است که یک باند فرود آب دارد. این فرودگاه در کشور کانادا قرار دارد و در ارتفاع ۵۸ متری از سطح دریا واقع شده است.